# Nissan Interstar
Nissan Interstar - серія малотоннажних автомобілів, що випускаються компанією Nissan з 2002 року.

## Перше покоління (2002 - 2010)

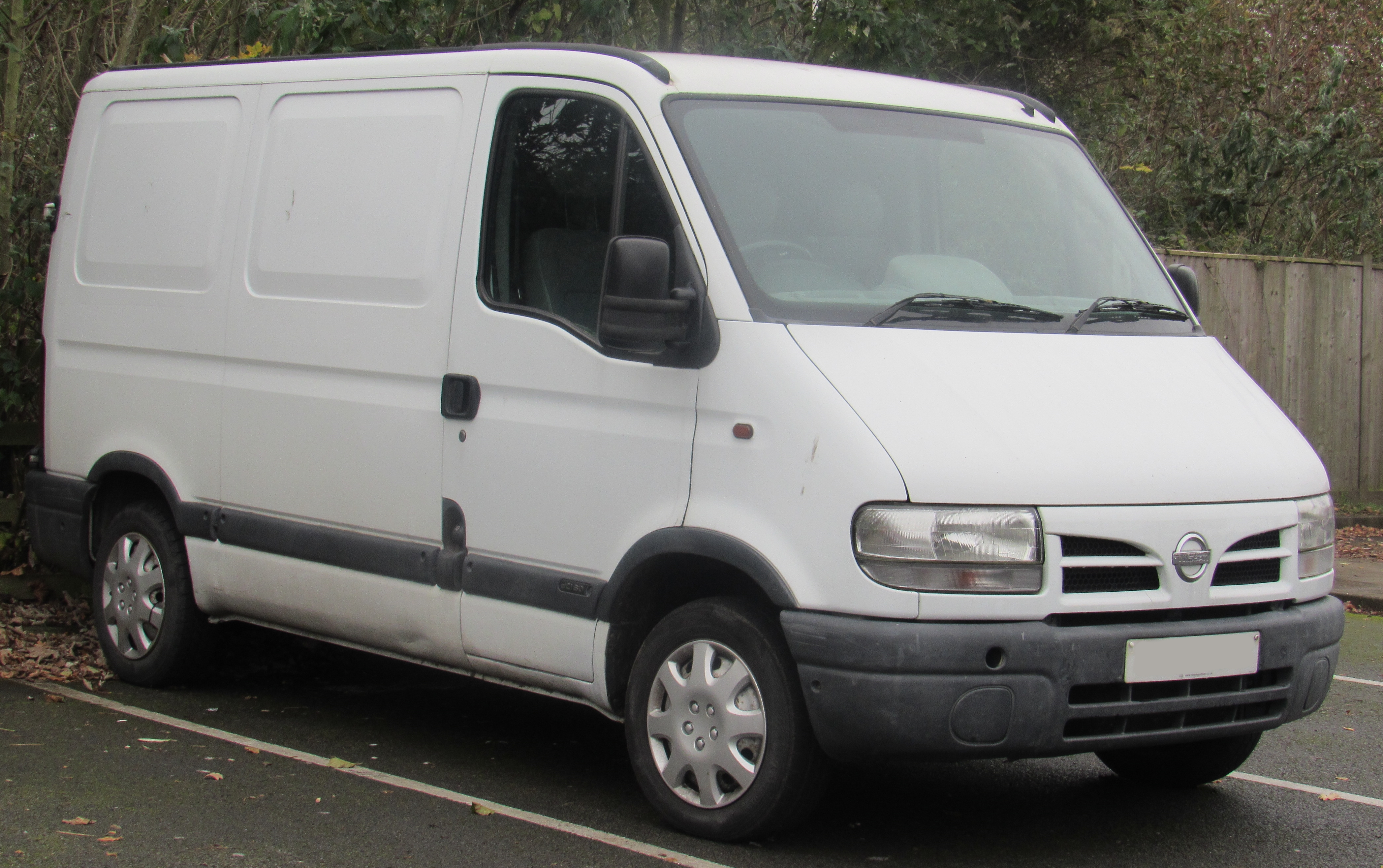
Nissan Interstar (2002–2003)

Перше покоління з'явилося над ринком як спільний проект. Будучи розробленими компанією Renault, ці моделі дебютували у 1998 році у вигляді двох майже ідентичних автомобілів: як Opel Movano (у Великій Британії продавався як Vauxhall Movano) та Renault Master. Згадана угода торкнулася також молодшого брата, Renault Trafic. У автомобільній індустрії подібні угоди у спільному використанні платформи не рідкість, вони існують, наприклад, між Fiat та Peugeot/Citroen, Volkswagen та Mercedes-Benz.
Автомобілі цього покоління комплектувалися дизельними двигунами Renault S8W/S9W, S9U, G9T та Nissan YD об'ємами 2.2, 2.5 та 2.8 л.
Наприкінці 2003 року було проведено фейсліфтинг автомобіля. Основні зміни торкнулися передньої частини, невеликі зміни отримали також задні фари та панель приладів.

### Двигуни
2002-2003:
- 1.9 dTI 80 к.с.
- 2.2 DTI 90 к.с.
- 2.5 D 80 к.с.
- 2.5 DTI 115 к.с.
- 2.8 DTI 114 к.с.

2003-2010:
- 2.5 CDTI 100 к.с.
- 2.5 CDTI 120 к.с.
- 2.5 CDTI 145 к.с.

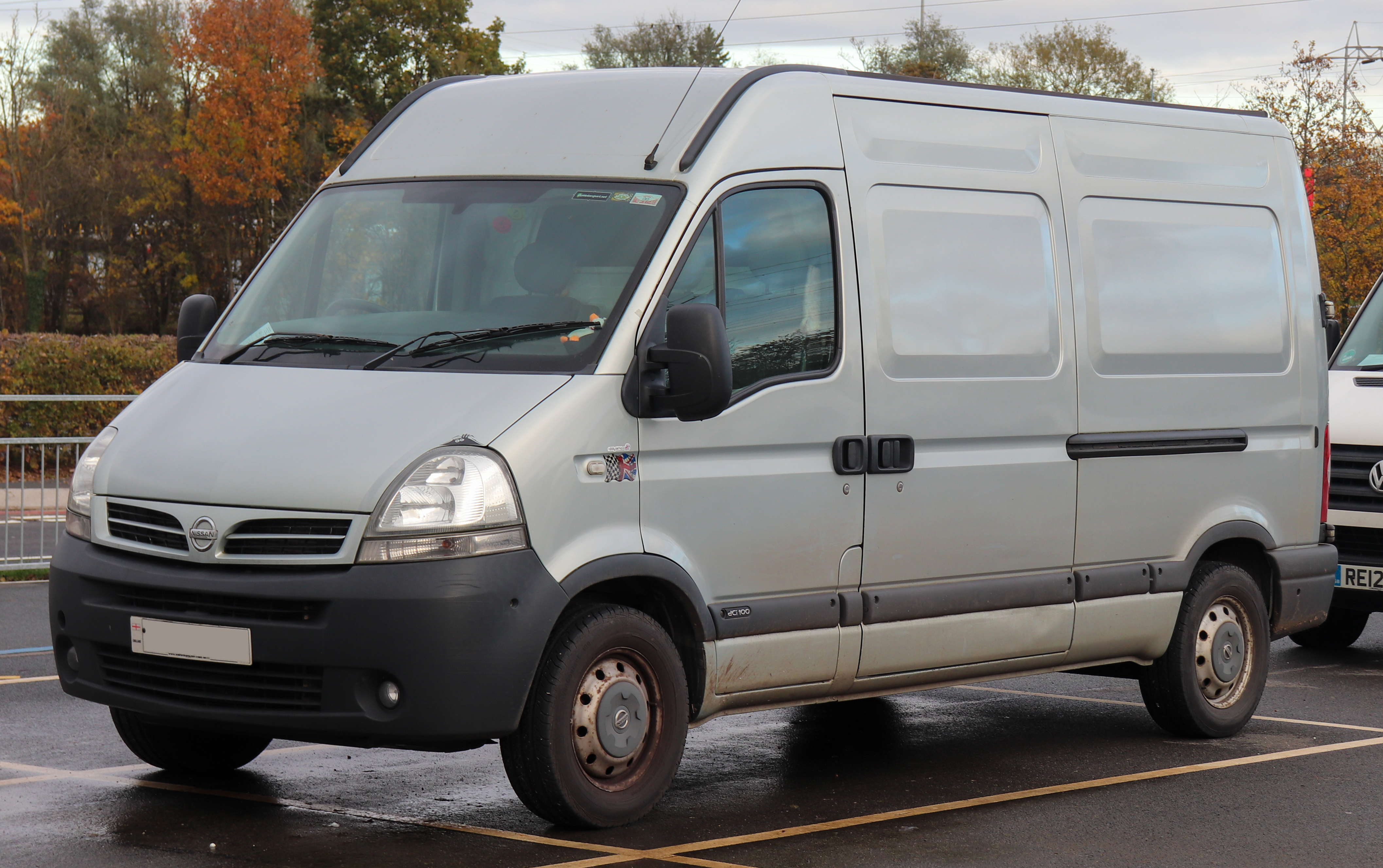
Nissan Interstar (2003–2010)
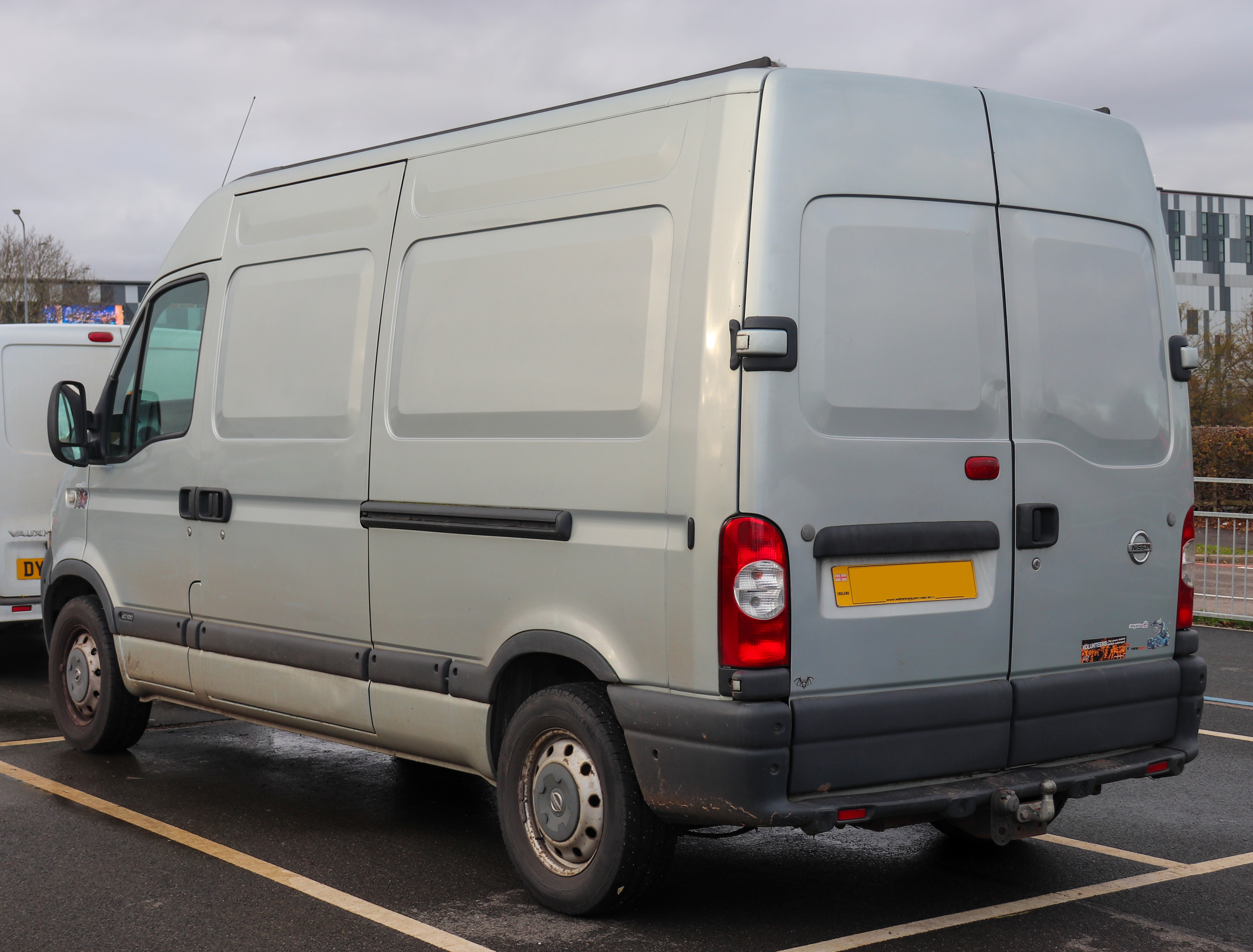
Nissan Interstar (2003–2010)
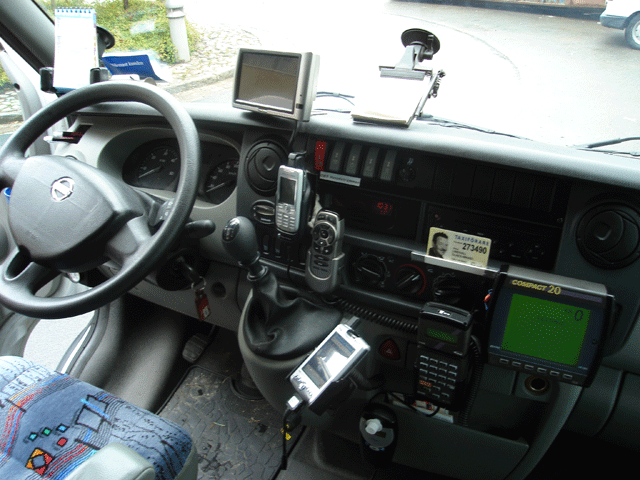
Салон

## Друге покоління (2010 - 2024; Nissan NV400)

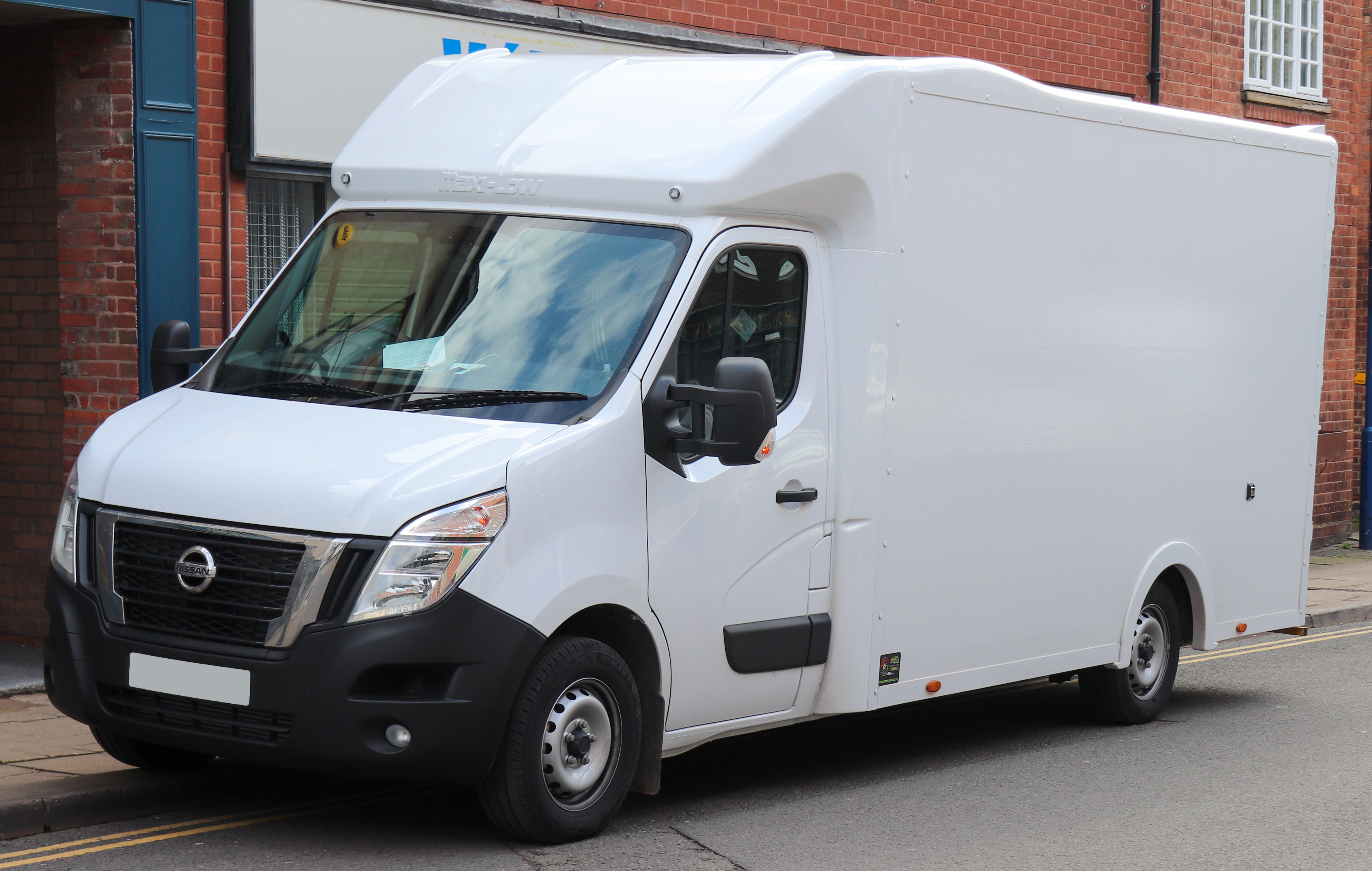
Nissan Interstar (2021-2024)

Нове покоління Nissan Interstar було представлено у травні 2010 року, але за назвою NV400. Автомобіль також випускається під декількома марками (Opel/Vauxhall Movano та Renault Master) Проте, вперше автомобілі від Opel та Nissan доступні в задньопривідній комплектації, у тому числі зі спареними задніми колесами. Автомобілі всіх марок комплектуються дизелем об'ємом 2.3 л, доступним у трьох варіантах потужності від 100 до 150 л. У 2021 році при виході Nissan Townstar були перейменовані комерційні моделі Nissan NV300 на Primastar, а NV400 на Interstar.

### Двигуни
- 2.3 CDTI І4 100 к.с.
- 2.3 CDTI І4 110 к.с.
- 2.3 CDTI І4 125 к.с.
- 2.3 CDTI І4 135 к.с.
- 2.3 CDTI І4 145 к.с.
- 2.3 CDTI І4 163 к.с.

## Третє покоління (2024 - теперішній час)

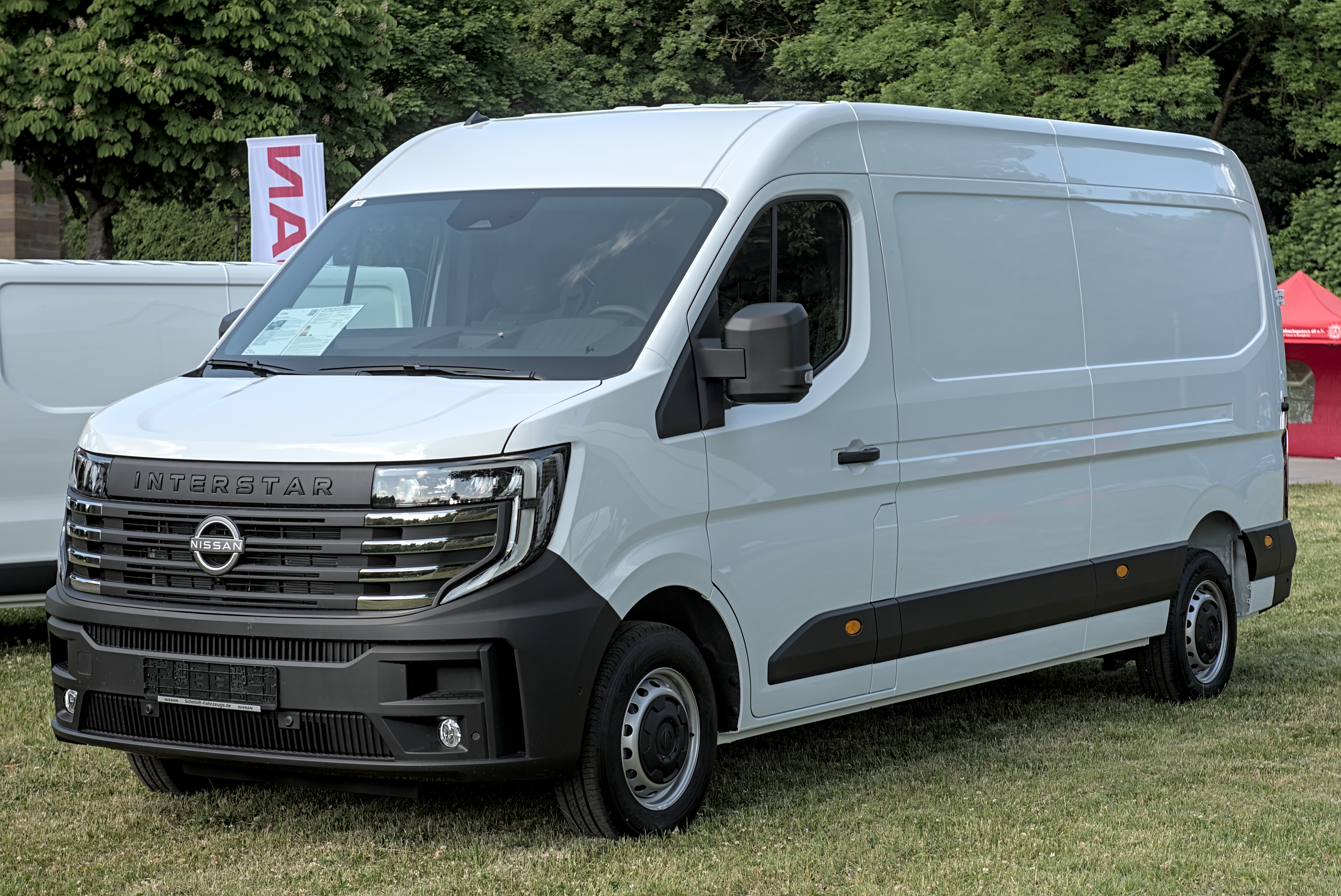
Nissan Interstar (з 2024)

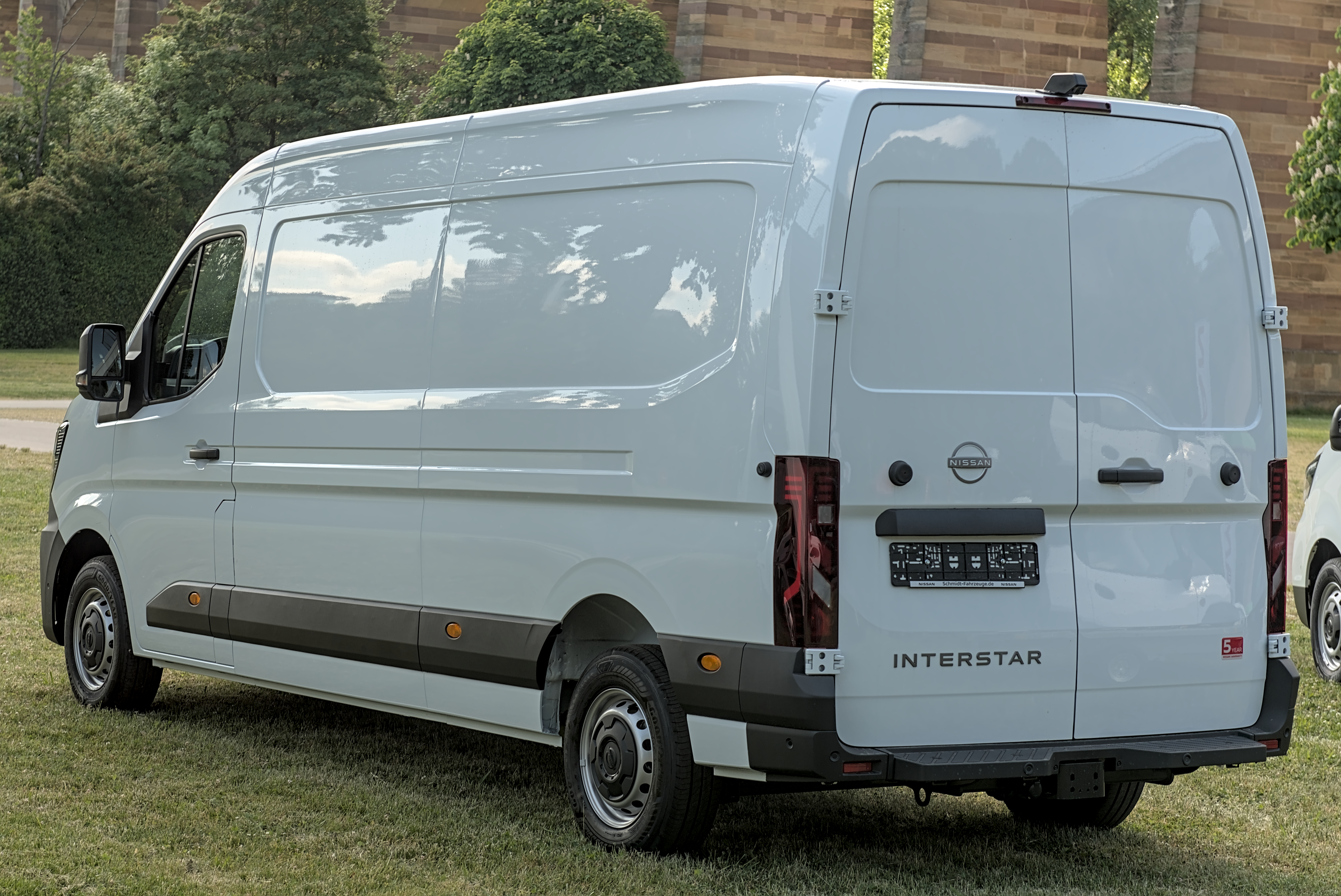
Nissan Interstar (з 2024)

У лютому 2024 року було представлено третє покоління Nissan Interstar. Від побратима Renault Master авто відрізняється дизайном передньої частини в новому фірмовому стилі Nissan із широкими решітками радіатора. Коефіцієнт аеродинаміки фургона покращено на 20%.
Також буде електромобіль Nissan Interstar-e оснащують двигунами на 130 і 143 к.с., а також батареями ємністю 40 та 87 кВт∙год. Запас ходу становить 200 та 460 км, відповідно. Швидке заряджання змінним струмом на 100% займає менше 4 годин. Пізніше з'являться 2,0-літрові дизельні Nissan Interstar. У всіх версій моделі покращено маневреність – діаметр розвороту зменшено на 1,5 м.

### Двигуни
Дизельні
- 2.0l dCi І4 105 к.с.
- 2.0l dCi І4 130 к.с.
- 2.0l dCi І4 150 к.с.
- 2.0l dCi І4 170 к.с.

Електричні
- батарея 40 кВт, 131 к.с. 300 Нм
- батарея 87 кВт, 143 к.с. 300 Нм